# 데이비드 로빈슨
데이비드 모리스 로빈슨(영어: David Maurice Robinson, 1965년 8월 6일 ~ )은 전 미국의 농구 선수로 미국 프로 농구 NBA 샌안토니오 스퍼스에서 센터로 활약했다. 해군사관학교를 졸업하고 해군 사관으로 복무한 경력으로 '제독'이라는 별명을 얻었다. 10번의 NBA 올스타, 1995년 NBA 최우수 선수, 두 번의 우승(1999년, 2003년), 두 개의 금메달(1992년, 1996년), 두 번의 네이스미스 농구 명예의 전당 헌액의 경력을 가졌다. 대학 농구와 NBA에서 위대한 센터로 잘 알려져 있으며, 현재까지 해군사관학교 출신으로 유일하게 NBA에 진출한 선수이다.

## 어린 시절
데이비드 로빈슨의 플로리다주 키웨스트에서 앰브로스와 프레다 로빈슨 부부의 2번째 자녀로 태어났다. 로빈슨의 부친은 해군에서 복무했기 때문에 로빈슨 가족은 자주 이사를 했다. 부친이 해군에서 퇴역한 후 로빈슨의 가족은 버지니아주 우드브리지에 정착하였다. 거기서 로빈슨은 학교에서 뛰어난 성적을 거두었고 농구를 제외한 다른 스포츠들에서 뛰어난 실력을 보였다. 중학교 시절에는 신장 5 피트 9인치로 농구를 시도하였으나 곧 그만두고 말았다.
오스번 파크 고등학교에 수학하면서 신장이 6 피트 7 인치로 늘었으나 농구 팀에 입단하지 않았다. 농구팀 감독들이 키가 큰 4학년생들을 농구 팀에 보강하였을 때, 로빈슨은 전 지역, 전 구역의 명예를 얻었으나 대학 농구부 감독들은 로빈슨에 관심이 없었다. 대학 진학 적성 시험에서 1320점을 맞고 미국 해군사관학교에 입학했는데, 전공은 수학이었다.

## 대학 농구 경력과 해군 복무
해군사관학교에서 수학에 능하였던 로빈슨은 해군사관학교 역사상 최고의 농구 선수로 기억되었다. 그는 자신의 우상 랠프 샘프슨에 따라서 등번호 50번을 선택하였다. 그 당시 사관 학교 생도 농구 팀에 활약하면서 신장이 7피트 (213cm)로 늘었다. 로빈슨의 마지막 2년 동안, 그는 2회의 대학 농구의 최대 유명 선수 상, 해군 사관 1등급으로서 우든 상을 수상하였다.
그의 대학 농구 경력 동안에 몇몇의 동료들은 로빈슨이 반대 선수들에게 비평적 슛에 대하여 소리친 이유로 "곡꾼"이란 별명을 지어줬다.
졸업 후, 로빈슨은 조지아주 킹스 베이에 있는 해군 잠수함 기지에서 시설장교가 되었다.

## NBA 경력
로빈슨은 1989-90 시즌 때 샌안토니오 스퍼스에 입단하여, 스퍼스를 그 당시 NBA 역사에서 위대한 싱글 시즌 전회로 이끌었다. 그 시즌에 주목할 만한 5개의 경기 향상으로 스퍼스는 1988-89 시즌의 21-61에서 56-26으로 올라갔다. 그들은 서부 컨퍼런스 플레이오프에 진출하였으나 포틀랜드 트레일블레이저스에게 7개의 경기에서 패하고 말았다.
스퍼스는 플레이오프에 7개 이상의 시즌에 진출하였지만, 더 이상 서부 컨퍼런스에 나가지 못하였다. 1992년 바르셀로나 올림픽에서 드림팀의 일원으로 금메달을 획득하였다. 1993-94 시즌에서 로빈슨은 로스앤젤레스 클리퍼스를 상대로 우승하였을 때 득점 71 포인트로 샤킬 오닐과 함께 NBA 득점 타이틀의 시합에 잠겼다.
1995년 MVP상을 수상하였고, 1996년에는 NBA 역사상 가장 위대한 선수 50인 중의 하나로 임명되었다. 아직도 1991년부터 1996년까지 로빈슨은 자신의 자취를 감춘 하나의 상을 선언하는 데 훼방되었다. 그 기간 동안에 스퍼스는 플레이오프에서 골든스테이트 워리어스, 피닉스 선스(2회), 유타 재즈(2회), 휴스턴 로키츠에 의하여 플레이오프에서 탈락되었다. 로키츠에게의 패배는 로빈슨의 라이벌 하킴 올라주원을 막지 못한 이유로 로빈슨에게는 고통스러운 일이었다.
1997년 시즌 초기에 로빈슨의 챔피언이 되는 꿈은 자신이 심한 부상을 당했을 때 사라지는 것 같아 보였다. 프리시즌에 로빈슨은 자신의 등 부상을 당하였다. 경기에 돌아오지 않았으나 다음 6개의 경기에서는 뛰기 시작하였다. 마이애미 히트와 경기에서 발목을 다쳐 나머지 정식 시즌 경기들을 놓치고 말았다. 그해에 웨스트 포레스트 대학교 출신의 팀 덩컨이 입단하면서 스퍼스는 로빈슨과 덩컨의 콤비적 활약을 보이기 시작하였다.

### 우승
1998-99 시즌의 시작 전에 NBA의 소유인이자 총장 데이비드 스턴은 선수들의 새 단체 교섭 협정에 협상을 폐쇄하였다. 이 일은 202일 동안 계속되었으다. 거기서 NBA의 시즌이 1999년 2월 5일에 늦게 시작하여 문자상으로 올해의 시즌을 이루었다. 불완전한 50개의 경기에서 활약한 후 스퍼스는 NBA 최고 기록 37-13과 끝내면서, 플레이오프를 통하여 자신들에게 장점을 주었다.
스퍼스는 플레이오프의 첫 3 경기에서 미네소타 팀버울브스, 로스앤젤레스 레이커스, 포틀랜드 트레일블레이저스를 꺾어 맹공하였다. 결승전에서 로빈슨과 덩컨의 콤비적 활약으로 뉴욕 닉스를 5개의 경기에서 꺾고 첫 우승을 차지하였다.

### 또 한번의 우승
로빈슨은 2002-03 시즌 후에 농구에서 은퇴하겠다는 선언을 하였다.
2003년 6월 15일 로빈슨의 마지막 경력에서 스퍼스는 결승전에서 뉴저지 네츠를 88-77로 물리치고 또 하나의 타이틀을 보유하였다. 시계를 돌아보면, 로빈슨은 자신의 마지막 스퍼스 경력에서 득점 13 포인트, 17개의 리바운드를 세웠다. 그와 팀 덩컨은 《스포츠 일러스트레이티드》그해의 선수상을 나누었다.
로빈슨은 NBA 경력 동안에 987개의 경기들에서 한경기에 득점 21.1 포인트, 리바운드 10.7, 스틸 3.0을 평균하였다. 그는 또한 팀 덩컨과 사이좋은 관계로 두드러졌다.